# جگ
جَگ یا شیشَم (نام علمی:  Dalbergia sissoo) درختی خزان‌کننده با قامتی متوسط بومی شبه جزیره هند و ایران است. جگ عمدتاً در کناره رودها زیر ارتفاع ۹۰۰ متر می‌روید اما ممکن است در مناطق با ارتفاع تا ۱۳۰۰ متر هم بروید.
جگ در مناطق کوهستانی یا نیمه‌گرمسیری جنوب ایران در استان‌های کرمان، سیستان و بلوچستان، بوشهر، هرمزگان و خوزستان در رویشگاه‌هایی به صورت گسسته و غالباً به شکل دهلیزی و دالانی رویش دارد. چون این گونه در نهایی‌ترین حد غربی رویشگاه طبیعی خود در محیطی کم‌باران و با تبخیر و دوره خشکی شدید و طولانی به سر می‌برد از این رو ارتفاعات بالاتری را نسبت به سایر گونه‌ها اشغال می‌نماید و به طور کلی آن بالندگی و رویشی را که در شبه قاره هند دارد در ایران دارا نیست.
علاوه بر استفاده از چوب آن، برای تهیهٔ سایه کاربرد زیادی دارد. مهم‌ترین ویژگی آن رشد نسبتاً سریع و سازگاری با هوای گرم و خشک است. خاک‌های متخلخل همراه با رطوبت کافی بهترین خاک برای جگ است، ولی می‌تواند در زمین‌های با تهویهٔ ضعیف و خاک‌های رسی سنگین نیز به رشد خود ادامه دهد.
بیشترین رویش در سیستان و بلوچستان در خاش بخش ایرندگان به فراوانی یافت میشود 

## نام‌ها و ریشه‌شناسی
واژه جَگ یا جَغ در زبان فارسی برگرفته از واژه پارسی میانه جَغ (به پارسی میانه: 𐭢𐭠𐭤، آوانگاری: ǰaγ) است که در نوشته‌های زرتشتی و ساسانی از آن یاد شده است. واژه شیشَم یا ساسَم در نوشته‌های قدیمی فارسی آمده که خاستگاهی هندوستانی دارد. چنانچه در اردو و هندی بدان «شیشم» (به اردو: شیشم، šīšam)(به هندی: शीशम، šēšam)، در گجراتی بدان «سیسَمَ» (به گجراتی: સીસમ، Sīsama) ، در مراتهی بدان «شیسَوی» (به مراتی: शिसवी، Śisavī)  و در نپالی بدان «سیسَوْ» (به نپالی: सिसौ، Sisau) گویند.

## توصیف

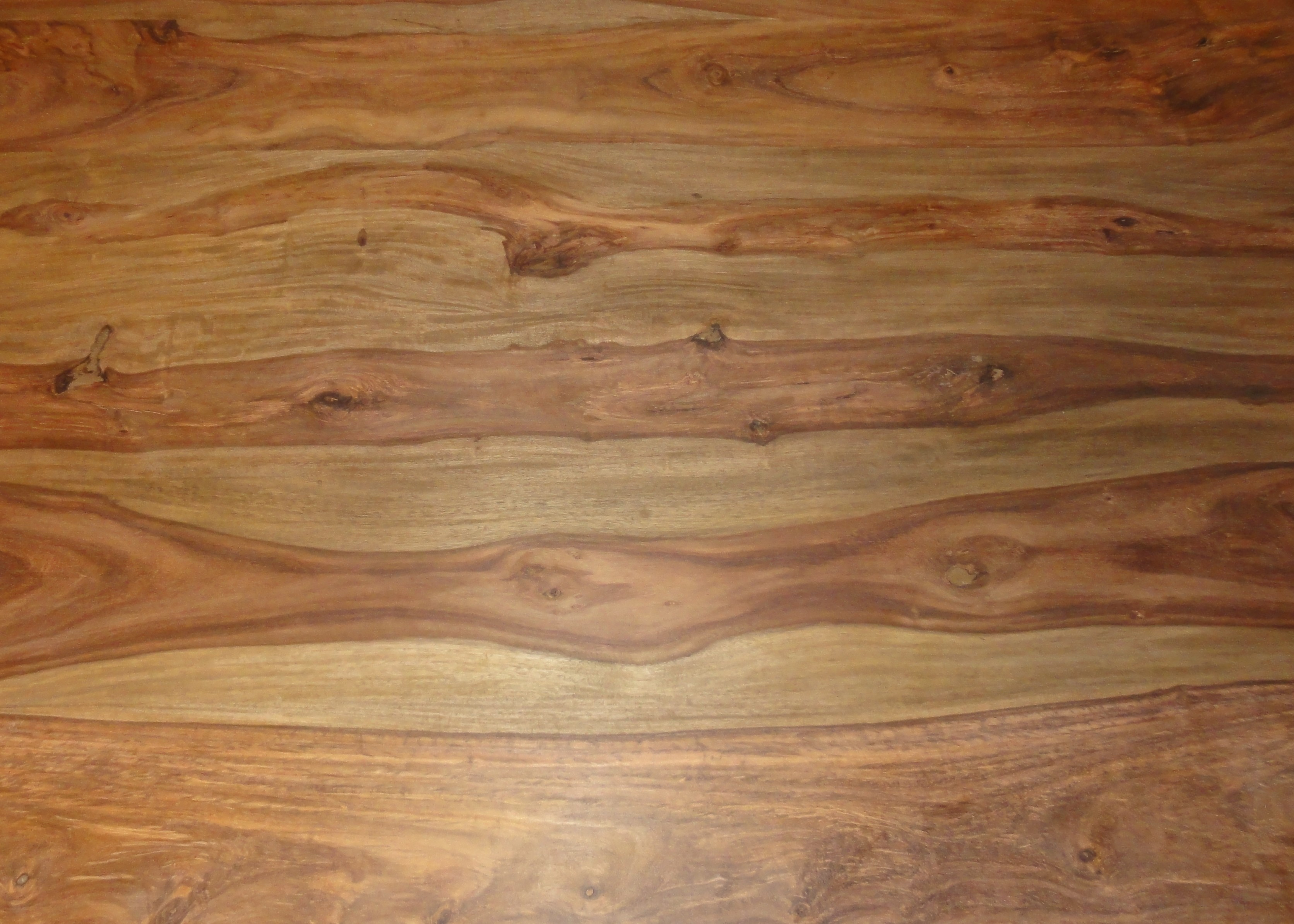
چوب جگ

جگ درختی است با تاج پوشش بسیار ضعیف وسبزکه ارتفاعش به ۱۰ تا ۳۰ متر می‌رسد.
برگ‌هایش متناوب و شانه‌ای است و دارای پنج برگچه تخم‌مرغی با نوک کشیده تیز و پشت‌خزی است. گل‌هایش پروانه‌ای‌شکل کوچک و سفید است و در گل‌آذین خوشه‌ای قرار گرفته‌است. میوه آن نیام است. درخت جگ در برابر خشکی خاک و هم در برابر آب و رطوبت بردبار است و در کنار آب هم به‌خوبی می‌روید. سرعت رشد آن زیاد و پوست خارجی ساقه به رنگ سفید و چوب داخلی قهوای است.